# دير السلام (الحديدة)
دير السلام هي إحدى قرى مديرية الضحى، التابعة لمحافظة الحديدة اليمنية، بلغ تعداد سكانها 2058 نسمة حسب الإحصاء الذي أجري عام 2004.